# Długa noc (serial telewizyjny)
Długa noc (ang. The Night Of) – amerykański miniserial kryminalny, emitowany od 10 lipca 2016 roku przez stację HBO (w Polsce serial miał premierę tego samego dnia na kanale HBO Polska). Został wyprodukowany przez HBO, BBC Worldwide oraz Film Rites. Serial jest adaptacją brytyjskiego serialu System sprawiedliwości, którego twórcą jest Peter Moffat.
Po dobrym przyjęciu przez krytykę i widzów pierwszej serii Długiej nocy przedstawiciele HBO wyrazili chęć produkcji drugiego cyklu.

## Fabuła
Serial opowiada o Nasirze Khanie, nowojorskim studencie pochodzenia pakistańskiego, głównym oskarżonym w sprawie o zamordowanie młodej dziewczyny. Oczekując na proces, chłopak trafia do aresztu, w sam środek więziennej przemocy. Jego obrony podejmuje się ekscentryczny adwokat Jack Stone.

## Obsada
- John Turturro jako Jack Stone[4]
- Riz Ahmed jako Nasir Khan[4]
- Bill Camp jako Dennis Box
- Payman Maadi jako Salim Khan
- Poorna Jagannathan jako Safar Khan
- Frank L. Ridley jako Jerry
- Glenne Headly jako Alison[4]
- Jeannie Berlin jako Helen[4]
- Amara Karan jako Chandra[4]
- Michael K. Williams jako Freddy[4]
- Sofia Black-D’Elia jako Andrea Cornish
- Jeff Wincott jako detektyw Lucas
- Ariya Ghahramani jako Amir Farik
- Syam Lafi jako Hasan Khan
- David Chen jako Inmate
- J.D. Williams jako Trevor Williams
- Max Casella jako Edgar
- Paul Sparks jako Don Taylor
- Chip Zien jako Katz

## Odcinki
| Seria | Seria | Odcinki | Emisja w Stanach Zjednoczonych | Emisja w Stanach Zjednoczonych | Emisja w Polsce | Emisja w Polsce  | Emisja w Polsce |
| Seria | Seria | Odcinki | Premiera serii                 | Koniec serii                   | Premiera serii  | Koniec serii     |                 |
| ----- | ----- | ------- | ------------------------------ | ------------------------------ | --------------- | ---------------- | --------------- |
|       | 1     | 8       | 10 lipca 2016                  | 28 sierpnia 2016               | 10 lipca 2016   | 28 sierpnia 2016 |                 |

### Seria 1 (2016)
| # | Tytuł                   | Reżyseria       | Scenariusz                     | Premiera HBO     | Premiera HBO Polska |
| - | ----------------------- | --------------- | ------------------------------ | ---------------- | ------------------- |
| 1 | The Beach               | Steven Zaillian | Richard Price                  | 10 lipca 2016    | 10 lipca 2016       |
| 2 | Subtle Beast            | Steven Zaillian | Richard Price, Steven Zaillian | 17 lipca 2016    | 17 lipca 2016       |
| 3 | A Dark Crate            | Steven Zaillian | Richard Price, Steven Zaillian | 24 lipca 2016    | 24 lipca 2016       |
| 4 | The Art of War          | James Marsh     | Richard Price, Steven Zaillian | 31 lipca 2016    | 31 lipca 2016       |
| 5 | The Season of the Witch | Steven Zaillian | Richard Price, Steven Zaillian | 7 sierpnia 2016  | 7 sierpnia 2016     |
| 6 | Samson and Delilah      | Steven Zaillian | Richard Price, Steven Zaillian | 14 sierpnia 2016 | 14 sierpnia 2016    |
| 7 | Ordinary Death          | Steven Zaillian | Richard Price, Steven Zaillian | 21 sierpnia 2016 | 21 sierpnia 2016    |
| 8 | The Call of the Wild    | Steven Zaillian | Richard Price, Steven Zaillian | 28 sierpnia 2016 | 28 sierpnia 2016    |